# Der Passagier – Welcome to Germany
Der Passagier – Welcome to Germany ist ein deutscher Spielfilm aus dem Jahre 1988 mit Tony Curtis in der Hauptrolle. Es ist der vierte und letzte Spielfilm unter der Regie des Dramatikers Thomas Brasch.

## Handlung
Mr. Cornfield, ein Filmregisseur aus Hollywood, kommt in Berlin an, um einen Film über eine Episode aus dem Holocaust zu drehen, die in einem Berliner Filmstudio spielt:
Ein Regisseur namens Körner bekommt im Jahre 1942 vom Propagandaministerium die Genehmigung, sich für seinen antisemitischen Spielfilm dreizehn jüdische Gefangene aus einem KZ auszusuchen, die als Kleindarsteller beschäftigt würden, auf dem Studiogelände untergebracht wären und nach Beendigung der Dreharbeiten in die Schweiz auswandern dürften. Bei der Auswahl (auf einem nächtlichen Appellplatz) ist ihm ein Rabbiner behilflich. Unter anderem werden die beiden jungen Männer Janko und Baruch ausgesucht; als die Lagerkommandantin den einen zurückfordert, weil er ein Krimineller sei, will auch der zweite zurücktreten. Der Regisseur besteht aber darauf, beide mitzunehmen.
Bei den Dreharbeiten kommt es zu Diskussionen unter den Kleindarstellern wegen möglicher Fluchtversuche und Spannungen mit dem SS-Wachpersonal. Als sich auf einer Ensembleparty herausstellt, dass der Regisseur gefeuert wurde und die versprochene Auswanderung höchst zweifelhaft ist, beschließt einer der beiden Jungen mit der Hilfe einer Maskenbildnerin zu fliehen. Der Versuch endet aber tödlich. Die Zukunft der verbleibenden Zwölf bleibt ungewiss.
Es stellt sich heraus, dass Cornfield, der Regisseur dieser Geschichte, einer dieser dreizehn Gefangenen war und mit dem zu drehenden Film eine Bewältigung seiner eigenen Biografie versucht. Ein vermeintlicher weiterer Überlebender, der sich für eine der Rollen der Kleindarsteller vorstellt, entpuppt sich als Betrüger.
Schließlich erscheint auch die damalige Maskenbildnerin bei den Dreharbeiten und offenbart, dass die Geschichte sich nicht so heroisch abgespielt habe, wie Cornfield sie in seinem Film darstellt und offenbart dem Filmteam das wahre Ende der Vorkommnisse.

## Kritiken
- Lexikon des internationalen Films: Eine psychologisch genau durchdachte, in ihren kunstvollen Verschachtelungen allerdings leicht manierierte Studie über das Problem der Selbsttäuschung bei der Verarbeitung von Schuld und über die Schwierigkeit, die Vergangenheit durch Kunst bewältigen zu können.[1]

## Hintergrund
Es wurde als bemerkenswert angesehen, dass es Brasch gelang, den amerikanischen Weltstar Tony Curtis für die Hauptrolle zu gewinnen. Curtis wurde nicht synchronisiert, sondern spricht auch den deutschen Text selbst.

## Auszeichnungen
Die Deutsche Film- und Medienbewertung (FBW) in Wiesbaden verlieh dem Film das Prädikat „besonders wertvoll“.
Der Film nahm am Wettbewerb der Internationalen Filmfestspiele von Cannes 1988 teil, ging bei der Preisvergabe jedoch leer aus.